# Hauptstraße C29
Die Hauptstraße C29 (englisch Main Road C29) liegt im Osten von Namibia. Sie zweigt im Osten von Khomas von der Nationalstraße B6 ab und führt in nordöstlicher Richtung über Omitara, Steinhausen und Summerdown nach Otjinene, wo sie in die Hauptstraße C22 einmündet.
Die C29 besitzt ab Omitara auf dem gesamten Streckenverlauf eine Kiestragschicht.